# Leopold von Stuckrad (général, 1808)
Ne doit pas être confondu avec Leopold von Stuckrad (général, 1780).
Karl Friedrich Leopold von Stuckrad (né le 2 février 1808 à Gronden (de) et mort le 14 juillet 1885 à Ludwigslust) est un lieutenant général prussien.

## Biographie

### Origine
Léopold est le fils du lieutenant-général prussien Leopold von Stuckrad et de son épouse Charlotte, née von Drigalski (1785-1854). Son frère aîné Otto (de) (1803-1888) devient major général prussien, tandis que son jeune frère Alexander (1814-1895) devient lieutenant général prussien.

### Carrière militaire
Stuckrad étudie à la Maison des cadets de Berlin et est transféré au 1er régiment de grenadiers de l'armée prussienne en tant que sous-lieutenant le 5 avril 1826. En 1830/32, il fut affecté à la Maison des Cadets de Berlin en tant qu'éducateur. De 1836 à 1840, il travailla comme professeur à l'école de la Division de la Garde Unie et pendant cette période, Stuckrad travaille également au même titre à l'Institut des cadets de Berlin en 1837/39. À la mi-mars 1841, il fut promu premier lieutenant et travailla comme examinateur à la Commission supérieure d'examen militaire de janvier 1845 à la mi-novembre 1847. Stuckrad est alors nommé commandant de compagnie et promu capitaine. À ce titre, il participe à la répression du soulèvement des barricades à Berlin en mars 1848.
Avec la réserve d'un réengagement dans l'armée prussienne, Stuckrad prend sa retraite le 20 novembre 1848. Il rejoint ensuite l'armée schleswigoise-holsteinoise et est nommé major et commandant de la 3e corps de chasseurs holsteinois. Lors de la guerre contre le Danemark en 1849/50, il participe aux batailles de Schleswig, Atzbüll (de), Gravenstein, Auenbüll (de), Kolding et Fredericia et reçoit l'ordre de l'Aigle rouge de 4e classe avec épées pour sa conduite à Gudsoe
Le 11 avril 1850, Stuckrad retourne dans l'armée prussienne, est affecté au 1er régiment de grenadiers en tant que capitaine et est commandé en tant que président de la commission d'examen des enseignes portepées du corps de la Garde. Muni d'un brevet daté du 18 avril 1847, il démissionne du service militaire le 15 mars 1851 et agit comme commandant de compagnie au 16e régiment d'infanterie. Du 25 mai 1852 au 13 novembre 1854, Stuckrad est major aux commandes du 2e bataillon du 17e régiment de Landwehr à Düsseldorf. Il est ensuite nommé commandant du 7e bataillon de chasseurs à pied (de) et promu lieutenant-colonel à ce poste en avril 1857. Le 25 juillet 1857, il est muté au poste de chef d'état-major du 2e corps d'armée à Stettin. Stuckrad est promu colonel fin mai 1859 et commande à partir du 3 octobre 1859 le 37e régiment d'infanterie à Mayence. En 1861, Stuckrad participe au couronnement de Guillaume Ier comme roi de Prusse à Königsberg. Le 9 janvier 1864, il est nommé commandant de la 16e brigade d'infanterie à Erfurt. À ce poste, il reçoit la croix de commandeur, première classe de l'ordre du Faucon blanc en novembre 1864. Il reste commandant de brigade jusqu'au début de mai 1866.
En 1866, à l'occasion de la guerre austro-prussienne, Stuckrad commande Erfurt pendant toute la durée de la situation mobile. Le 20 septembre, il reçoit le grade de lieutenant général et la pension légale le 13 octobre 1866. Pendant la durée de la guerre contre la France en 1870/71, Stuckrad est le général commandant du commandement général adjoint du 8e corps d'armée à Coblence. Après la fin de la relation mobile, l'empereur Guillaume Ier lui décerne le 13 octobre 1871 l'étoile de l'ordre de l'Aigle rouge de 2e classe avec feuilles de chêne et épées.

### Famille
Stuckrad se marie avec Auguste Kühl (1820-1884), fille du rentier Gottfried Heinrich Kühl, le 25 juillet 1839 à Berlin. Le mariage donne naissance aux enfants suivants :
- Elisabeth (née en 1840) mariée le 11 juin 1868 avec Karl von Graevenitz, major prussien
- Julius Leopold (né en 1841 et mort le 19 juin 1918 à Berlin), maître d'écurie de l'Académie de chevalerie de Liegnitz marié le 1er novembre 1865 avec Clara Müllendorff (née en 1843)
- Rudolf (né en 1844), lieutenant-colonel prussien marié le 26 mai 1879 avec Klara Treutler (née en 1858)
- Dorothée Anna (née et morte en 1844)
- Georg (né en 1846), major prussien
- Ida (née et morte en 1846)
- Franz (né en 1851), major prussien
- Martha (née en 1854 et morte après 1930), peintre